# Бабаль, Эли
Э́ли Ба́баль (серб. Ели Бабаљ / Eli Babalj; род. 21 февраля 1992, Сараево) — австралийский футболист, нападающий. Выступал за сборную Австралии.

## Клубная карьера
26 декабря 2009 года Бабаль в возрасте 17 лет подписал профессиональный контракт с клубом «Мельбурн Харт». Дебютировал за клуб в товарищеском матче против «Джилонг Ол Старз», где также забил свой первый гол в карьере. Впервые на профессиональном уровне же он сыграл 5 августа 2010 года в игре первого тура А-лиги с клубом «Сентрал Кост Маринерс».
В мае 2012 года в СМИ появились сообщения, что Бабалем активно интересуется «Црвена звезда». 7 июня было официально объявлено о трансфере Эли в клуб из Белграда. Дебют форварда за «звездашей» состоялся 31 августа 2012 года в матче раунда плей-офф Лиги Европы УЕФА против «Бордо».
Зимой 2013 года бывший клуб Бабаля «Мельбурн Харт» воспользовался опцией выкупа в его контракте, которая составляла 400 тысяч долларов. Впервые после возвращения в родной клуб Эли вышел на поле в поединке против «Вестерн Сидней Уондерерс», появившись на поле во втором тайме.
19 апреля 2013 года Бабаль подписал контракт с АЗ, рассчитанный на четыре года. В июле 2015 года перешёл на правах аренды в «Аделаида Юнайтед».